# Lakshman Kadirgamar

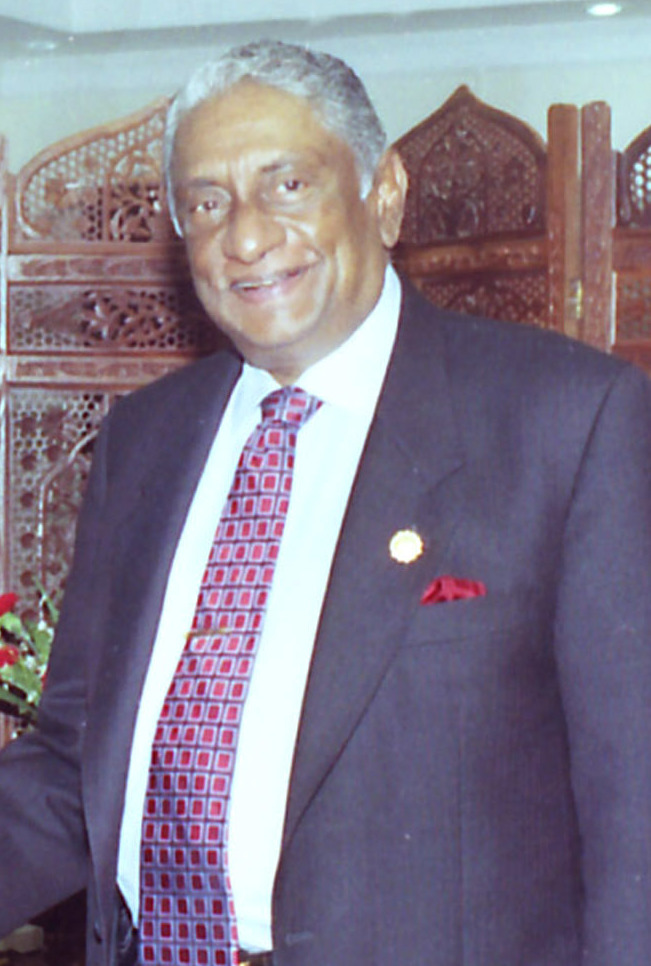
Lakshman Kadirgamar

Lakshman Kadirgamar (Tamil லக்சுமன் கதிர்காமர், singhalesisch ලක්ෂ්මන් කදිර්ගාමර්; * 12. April 1932 in Colombo, Britisch-Ceylon; † 12. August 2005 in Colombo) war ein sri-lankischer Politiker. Er war von 1994 bis 2001, sowie von April 2004 bis zu seinem gewaltsamen verursachten Tod 2005, Außenminister von Sri Lanka.

## Leben
Kadirgamar war ein Tamile und Christ, eine ungewöhnliche Kombination in einem Land, in dem singhalesische Buddhisten und tamilische Hindus dominieren. Seine Ausbildung absolvierte er am Trinity College in Kandy und erhielt 1953 den Bachelor of Laws (Honours)-Abschluss an der Universität von Ceylon. Er besaß ebenso einen Bachelor in Literatur der Universität Oxford. Er arbeitete bis 1974 als Rechtsanwalt in Sri Lanka und London. Dann wurde er Berater für die Internationale Arbeitsorganisation in Genf.

## Politische Karriere
Kadirgamar unterstützte seit langem die Sri Lanka Freedom Party (SLFP). Er war Außenminister der SLFP-Regierung unter Premierminister Sirimavo Bandaranaike. Nach der Niederlage der Regierung 2001 wurde er Berater für Außenpolitik der Präsident in von Sri Lanka, Chandrika Kumaratunga.
Obwohl er selbst Tamile war, befürwortete er die Politik der Bandaranaike-Regierung, nicht mit den Rebellen der Tamil Tigers zu verhandeln.
2003 war Kadirgamar ein Kandidat für den Generalsekretärsposten des Commonwealth, konnte sich aber nicht gegen Don McKinnon aus Neuseeland durchsetzen.
Nach dem Sieg der United People’s Freedom Alliance (UPFA) bei der Parlamentswahl am 2. April 2004 (mit 105 Sitzen gegenüber bisher 93) wurde er als Kandidat für den Premierministerposten gehandelt, aber Präsidentin Kumaratunga ernannte am 6. April Mahinda Rajapaksa zum Nachfolger von Ranil Wickremesinghe (der seit Dezember 2001 das Amt bekleidet hatte) als Premier. Gleichzeitig wurde Rajapaksa Minister für Straßen-Infrastruktur. Vier Tage später wurde Kadirgamar Mitglied im neuen Kabinett und am 16. April 2004 Nachfolger von Tyronne Fernando als Außenminister.
Am 12. August 2005 wurde er in Colombo in der Nähe seines Hauses von einem Scharfschützen erschossen. Verdächtigt wurden die Tamil Tigers, deren Sprecher jedoch eine Verbindung zu dem Mord bestritten. Sie verwiesen darauf, dass Teilen der Armee viel daran liege, den vor drei Jahren ausgehandelten Waffenstillstand zwischen tamilischen Rebellen und der Staatsmacht zu destabilisieren. Präsidentin Chandrika Kumaratunga verhängte sofort nach der Tat den Ausnahmezustand. Am 22. August 2005 wurde Anura Bandaranaike, der Bruder von Staatspräsidentin Chandrika Kumaratunga, zum neuen Außenminister ernannt.
Lakshman Kadirgamar erhielt postum die höchste zivile Auszeichnung Sri Lankas, den Sri Lankabhimanya zugesprochen.